# Qalamān
Qalamān (persiska: قلمان) är en ort i Iran.   Den ligger i provinsen Hormozgan, i den sydöstra delen av landet, 1 000 km sydost om huvudstaden Teheran. Qalamān ligger 489 meter över havet och antalet invånare är 157.
Terrängen runt Qalamān är huvudsakligen platt. Qalamān ligger nere i en dal. Runt Qalamān är det ganska glesbefolkat, med 40 invånare per kvadratkilometer. Närmaste större samhälle är Hīzbandegān, 15,1 km öster om Qalamān. Trakten runt Qalamān är ofruktbar med lite eller ingen växtlighet.